# Sandro Crivelli
Sandro Crivelli (Gallarate, 10 gennaio 1948) è un ex calciatore e allenatore di calcio italiano, di ruolo centrocampista.

## Carriera

Crivelli alla Ternana nel corso degli anni settanta

Cresciuto nell'Ivrea, debutta in Serie A il 31 marzo 1968 in Torino-Inter. Conta 76 presenze nella massima serie con il Torino e la Ternana, e 118 presenze e 6 gol in Serie B con Pisa e Ternana.
Chiude la carriera con due stagioni alla Reggiana in Serie C dove realizza 61 presenze e 2 gol.

## Palmarès

### Giocatore

#### Competizioni nazionali
- Coppa Italia: 1

Torino: 1967-1968